# Henri-Hartard de Raville
Pour les articles homonymes, voir Raville.

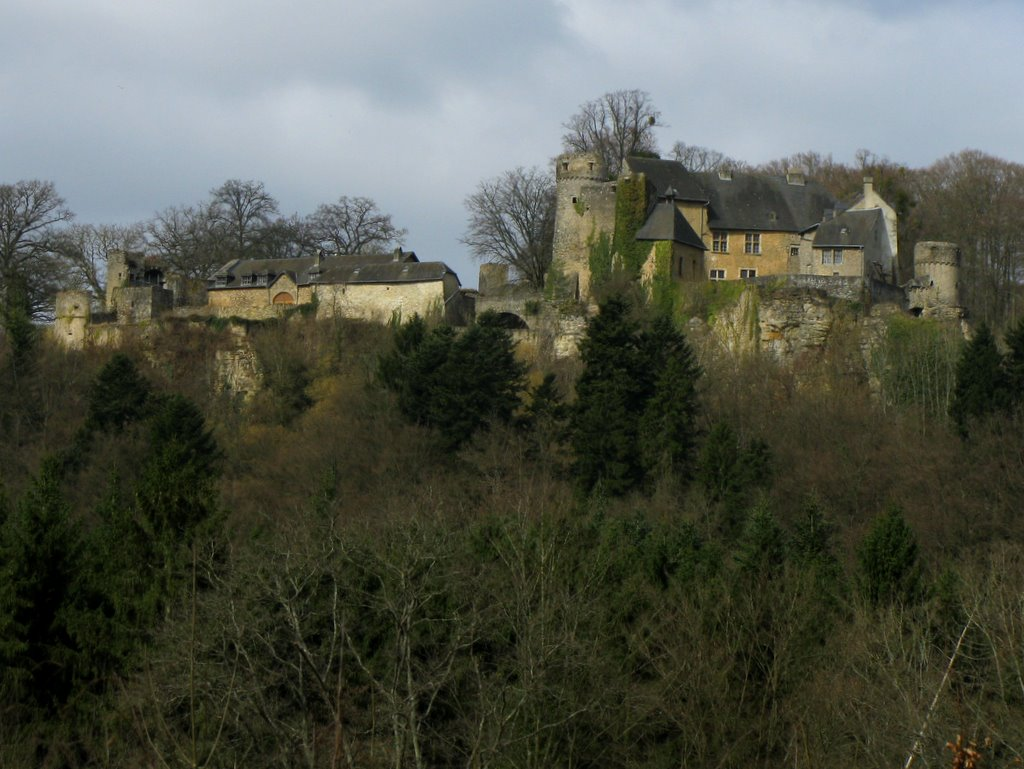
Château fort d'Ansembourg, au Luxembourg

Henri-Hartard de Raville (en allemand: Heinrich Hartard von Rollingen), né le 13 septembre 1633 à Ansembourg, Luxembourg et mort le 30 novembre 1719, à Spire) est prince-évêque de Spire de 1711 à 1719 et prévôt de l'abbaye Saint-Pierre-et-Saint-Paul de Wissembourg.

## Biographie

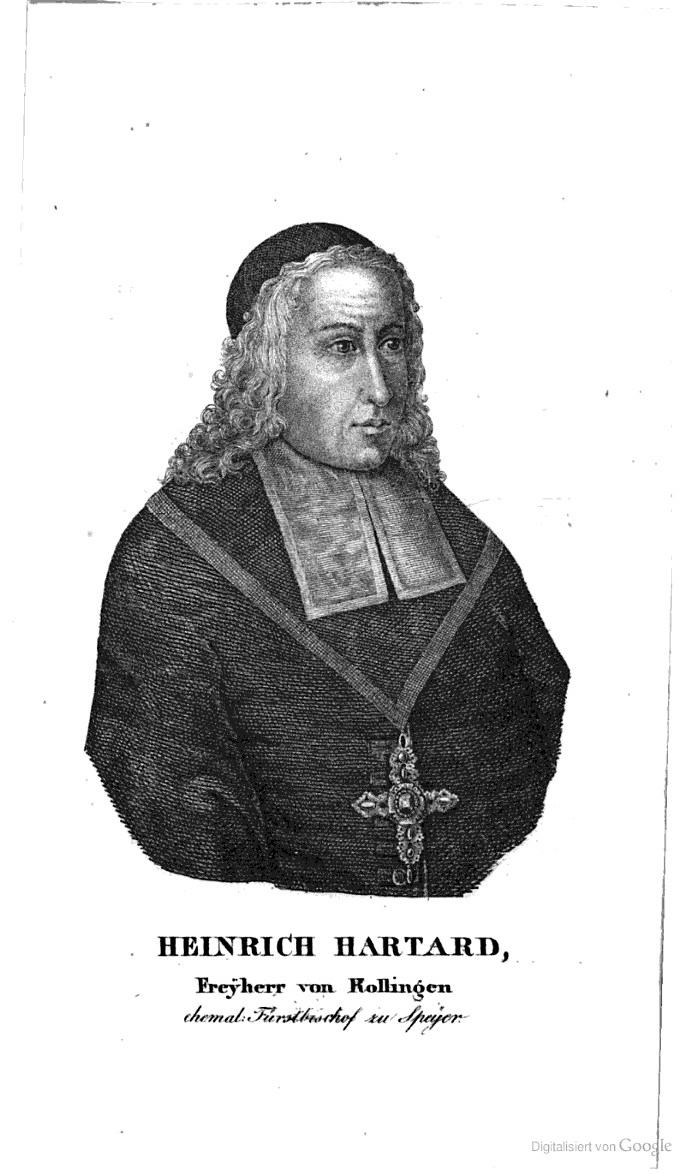
Portrait du prince-évêque Heinri- Hartard de Raville.

Henri-Hartard de Raville est le fils de Florent de Raville, seigneur d'Ansembourg, et d'Anne-Marguerite de Larochette, et naquit au vieux château d'Ansembourg, le 13 décembre 1633.
Henri-Hartard de Raville se destina tôt au service des autels et, après avoir fait ses humanités au sein de sa famille, poursuivit ses études de théologie à partir de 1655 à Rome, au collège germanique, pendant trois ans, jusqu'au 11 août 1658. Il fut consacré prêtre à Rome la même année.
Rappelé par l'archevêque Charles-Gaspard von der Leyen, il retourna aussitôt après son ordination dans l'archevêché de Trèves où il fut d'abord nommé chanoine et prévôt de Saint-Siméon, et par élection du 23 septembre 1662, chanoine capitulaire de Spire, et écolâtre du même chapitre ainsi que de celui de Bruchsal. Cependant il résigna ces dernières dignités en 1675 pour accepter un canonical à la cathédrale Saint-Pierre de Trèves avec les fonctions de Chorévêque au titre de Sainte-Agathe de Longuyon. Lorsqu'en 1676 Jean-Hugo d'Orsbeck, évêque de Spire, réunit l'archevêché de Trêves à celui de Spire, Henri-Hartard fut désigné comme son vicaire général in spiritualibus et civilibus pour ce dernier évêché. Le 3 novembre 1688, il fut en outre nommé doyen du chapitre de cette dernière ville et prévôt de celui d'Odenheim à Bruchsal. Enfin, l'archevêque et évêque Jean-Hugo d'Orsbeck étant mort, le chapitre de Spire désigna d'une voix unanime, le 26 février 1711, Henri-Hartard de Raville comme évêque de cette  principauté, et soixante-quinzième prélat par rang d'ordre dans ce diocèse. Ce choix fut approuvé à Rome par le pape Clément XI, le 26 septembre 1712, et le nouvel évêque consacré le 9 septembre 1714.
Sans nous arrêter longtemps aux faits particuliers qui concernent l'administration de la principauté de Spire pendant qu'il en était gouverneur, nous dirons que cette époque, extrêmement orageuse à cause des guerres et des ravages des Français qui allèrent jusqu'à en réduire la capitale en cendres, a mis au grand jour les hautes qualités diplomatiques d'Henri-Hartard de Raville. D'un autre côté, si, depuis son avènement, les Spirois n'ont plus eu à combattre l'ennemi du dehors, ils furent continuellement en mésintelligence avec le prélat qui montra en toute occasion sa grande fermeté d'âme, bien que cependant l'histoire ne puisse pas en tout point approuver ni sa conduite ni les mesures de rigueur qu'il a cru devoir employer afin d'étouffer les plaintes quelquefois fondées de ses sujets.

## Tombeau

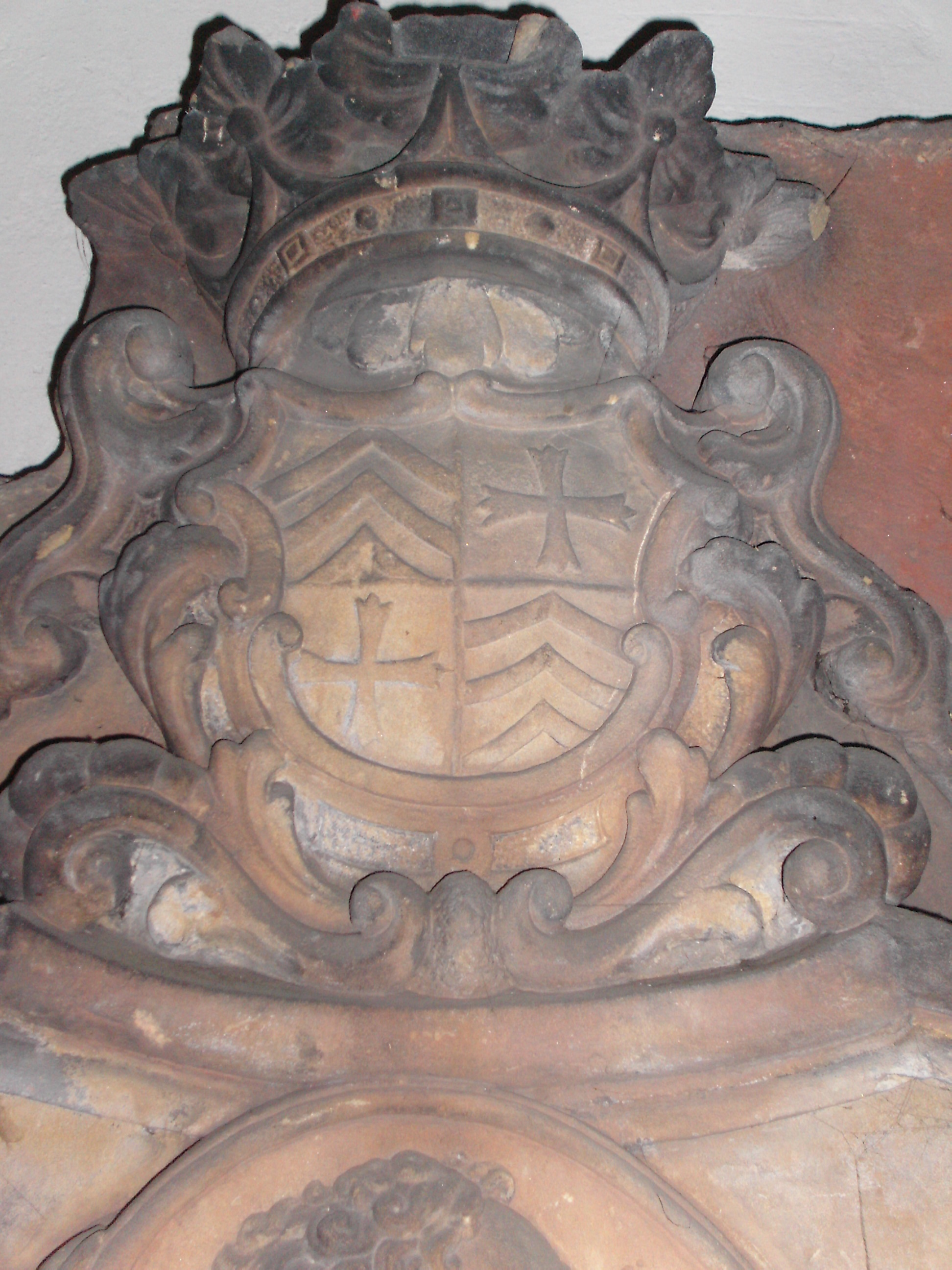
Armes de la famille Rollingen (ou Raville) sur la tombe de Karl Wolfgang
Heinrich von Rollingen († 1730), neveu de l'évêque, dans la cathédrale de Spire.

L'évêque-prince Henri-Hartard de Raville est décédé le 30 novembre 1719, à l'âge de 86 ans. II a été inhumé dans sa cathédrale, sous une tombe en marbre noir portant une longue inscription latine qui résume sa vie. Cette épitaphe, d'abord mutilée par les Français pendant la conquête, est entièrement disparue depuis la restauration du dôme en 1821. Selon Johann Michael König (Fehde der Stadt Speyer mit weiland dem Herrn Heinrich Hartard von Rollingen), c'est le gouvernement bavarois qui avait fait déplacer ce tombeau mutilé hors de la cathédrale. On dressa à la place en 1828 une statue de l'évêque décédé 2 ans plus tôt, Matthieu de Chandelle, mais en cassant le dallage pour réaliser le socle de ce monument, les ouvriers découvrirent le cercueil de l'évêque Rollingen. On le laissa en place, puisque l'évêque Chandelle était déjà inhumé au cimetière municipal et qu'on n'avait prévu de placer que sa seule épitaphe dans la cathédrale. Depuis, les cendres de l'évêque ont été déplacées au cimetière cathédrale de Spire.

## Blason
Une gravure représente le blason à champ composé du prince-évêque, écartelé des armes de l'évêché et de celles de la prévôté de Wissembourg, sur le tout d'armoiries familiales « de gueules aux trois chevrons d'argent. » Il y a par ailleurs dans la cathédrale de Spire un blason composé de la famille de Raville, écartelé des chevrons des princes de Raville et d'une charge de gueules à croix ancrée d'argent (Simmern / Septfontaines au Luxembourg ; Siebmacher, Lorraine).